# جوناثان مايلز (متسابق على الجليد بمزلاجة)
جوناثان مايلز (بالإنجليزية: Jonathan Myles)‏ هو متسابق على الجليد بمزلاجة أمريكي، ولد في 24 يوليو 1982.

## وصلات خارجية
- جوناثان مايلز على موقع FIL (الإنجليزية)
- جوناثان مايلز على موقع اللجنة الأولمبية الدولية (الإنجليزية)
- جوناثان مايلز على موقع أوليمبيديا (الإنجليزية)